# Shimogamohon-dōri
Le Shimogamohon-dōri (下鴨本通, Shimogamohon-dōri) est une importante voie de l'est de Kyoto, dans l'arrondissement de Sakyō. Orientée nord-sud, elle commence dans le quartier Shimogamominakuchi-chō et termine à Kawaramachi-dōri (ja), après avoir franchi le fleuve Kamo. Avec le Shimogamonishi-dōri, le Shimogamonaka-dōri et le Shimogamohigashi-dōri, elle fait partie des quatre rues de Shimogamo (ja) et en est la principale.

## Description

### Situation

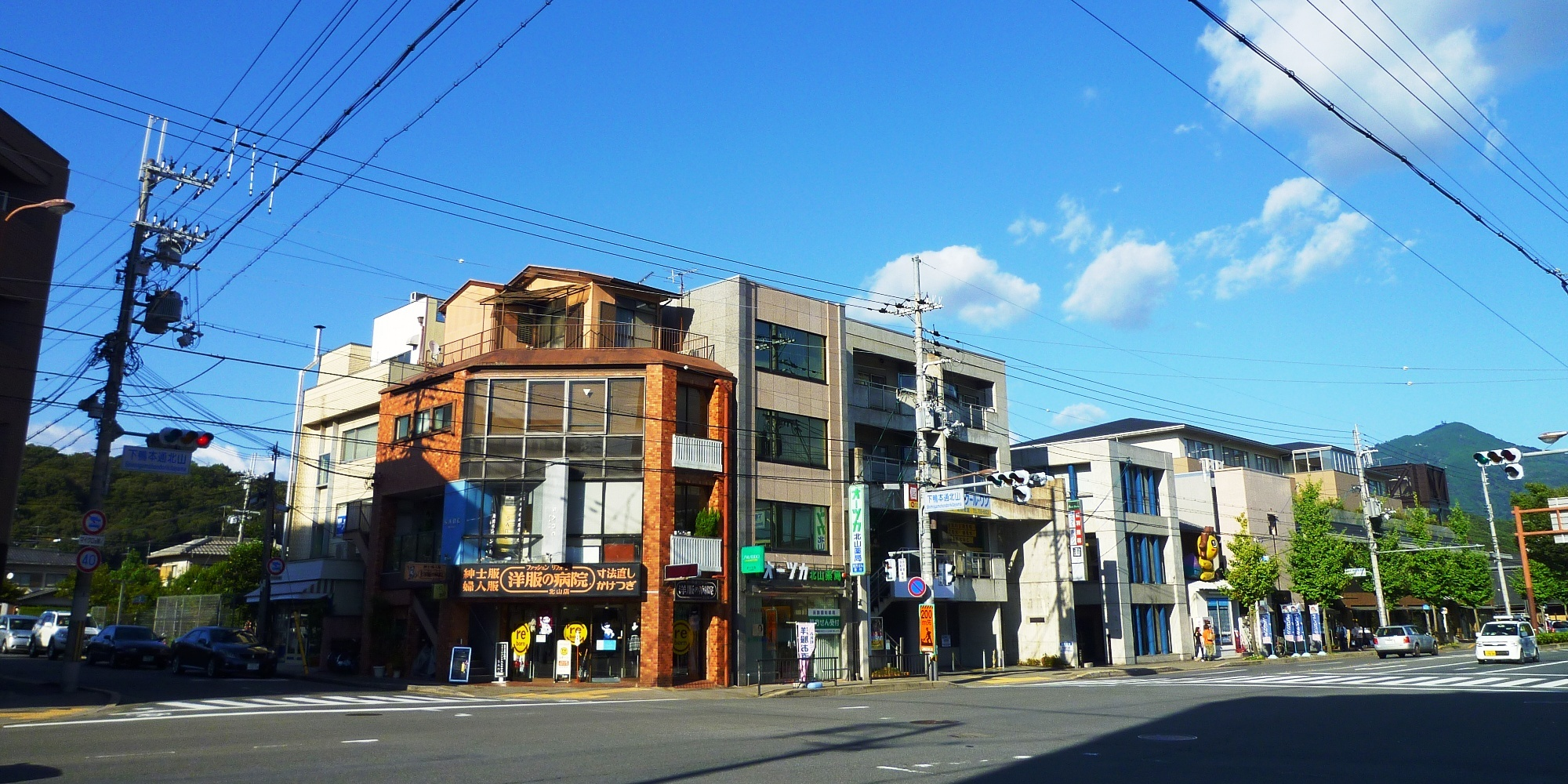
Une autre vue du carrefour Shimogamohon-Kitayama.

Shimogamohon-dōri est une rue de l'ouest de l'arrondissement de Sakyō au centre du secteur de Shimogamo. Elle commence dans les quartiers Shimogamokitachanoki-chō (下鴨北茶ノ木町) et Shimogamominakuchi-chō (下鴨水口町) et atteint Kitayama-dōri (北山通), avant de continuer en ligne droite en passant par Hokusen-dōri (ja) (北泉通), Kitaōji-dōri (北大路通) et Matsugasaki-dōri (ja) (松ヶ崎通). À Mikage-dōri (ja) (御蔭通), elle bifurque vers le sud, puis franchit le fleuve Kamo sur le pont Aoi (葵橋), avant de terminer à un carrefour à cinq voies avec Kamo-kaidō (加茂街道) et Kawaramachi-dōri (ja) (河原町通), dont elle est considérée comme une extension,. Elle suit Shimogamohigashi-dōri (下鴨東通) et Matsugasaki-dōri (ja) à l'est et précède Shimogamonaka-dōri et Shimogamonishi-dōri à l'ouest.

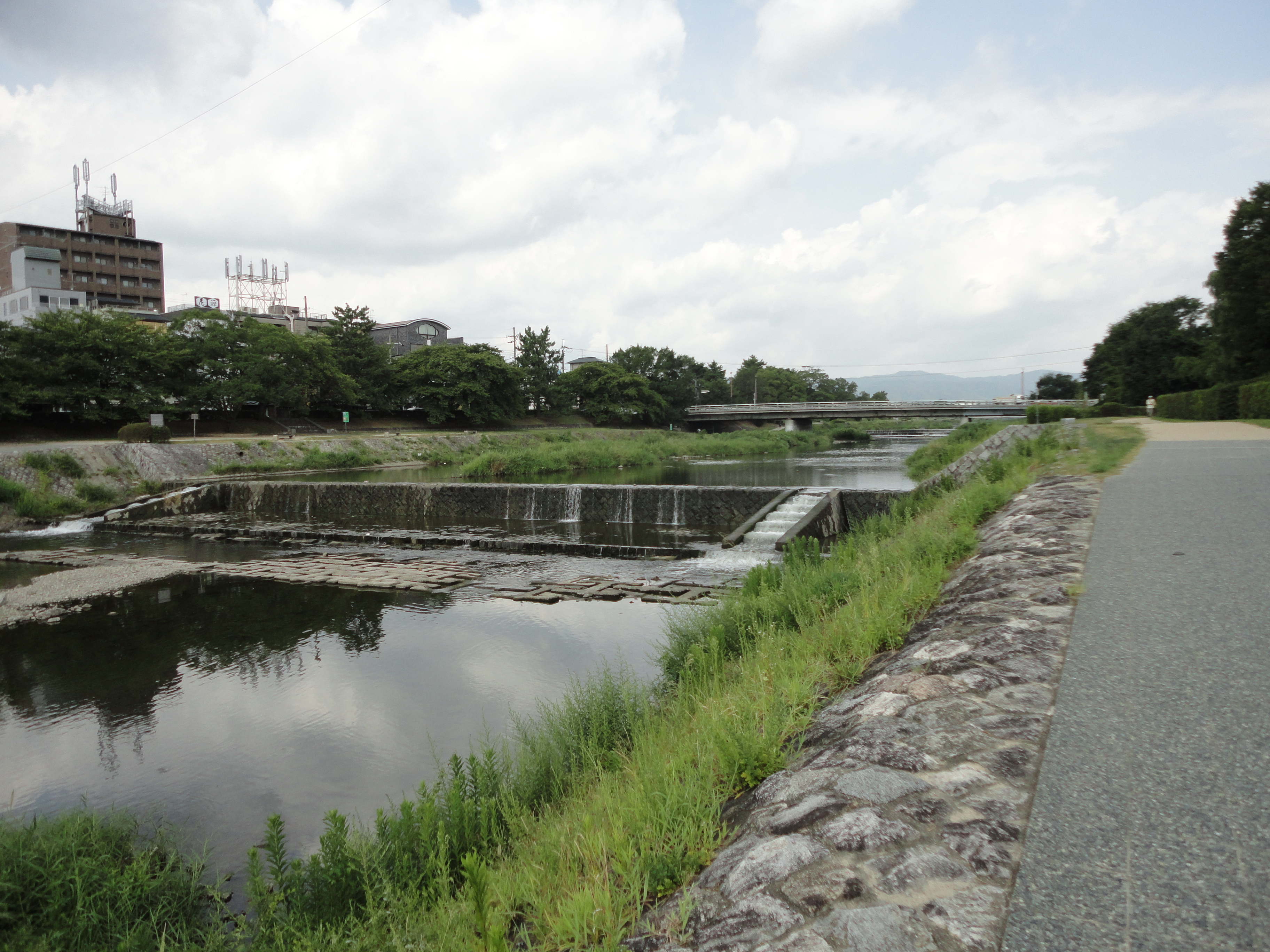
Le pont Aoi.

Entre Kitayama-dōri et Kitaōji-dōri, il s'agit de la route préfectorale 40 - Shimogamo-Shizuhara-Ōhara (ja) (京都府道40号下鴨静原大原線), tandis que de Kitaōji à la fin de Shimogamohon-dōri, il s'agit de la route préfectorale 32 - Shimogamo-Gare de Kyoto (ja) (京都府道32号下鴨京都停車場線).
Selon certaines sources, la rue commencerait à Kitayama-dōri et terminerait à Shimogamonishi-dōri,, ou circulerait de Kitayama-dōri à Kamo-kaidō pour une longueur totale de 2 200 mètres. Selon d'autres sources, Shimogamohon-dōri continuerait au sud du pont Aoi en partageant la chaussée avec Kawaramachi-dōri pour rejoindre Imadegawa-dōri, pour une longueur de 2 900 mètres.
La circulation se fait dans les deux sens, avec deux voies de chaque côté à partir de Kitayama-dōri. La rue fait 2 600 mètres de long.

### Voies rencontrées
Du nord au sud, en sens unique. Les voies rencontrées de la droite sont mentionnées par (d), tandis que celles rencontrées de la gauche, par (g). Seules les rues ayant un nom sont listées,.
1. Kitayama-dōri (北山通)
2. Hokusen-dōri (ja) (北泉通)
3. Shirakawasosui-dōri (白川疎水通) / Kitashirakawasosui-dōri (北白川疎水通)
4. Kitaōji-dōri (北大路通)
5. Matsugasaki-dōri (ja) (松ヶ崎通)
6. (d) Kuramaguchi-dōri (鞍馬口通)
7. (d) Shimogamonaka-dōri (下鴨中通)
8. (g) Mikage-dōri (ja) (御蔭通)
9. Shimogamonishi-dōri (下鴨西通), fleuve Kamo
10. Kamo-kaidō (加茂街道)
11. Kawaramachi-dōri (ja) (河原町通)

### Transports en commun
Les bus du réseau d'autobus de Kyoto (ja) passent sur la rue à partir de Kitayama vers le sud. Les arrêts principaux sont Aoibashi-nishizume (葵橋西詰, lignes 1, 37, 205), au carrefour avec Kamo-kaidō et Kawaramachi, Shin-Aoibashi (新葵橋, lignes 1, 4, 205), au carrefour avec Shimogamonishi, Shimogamo-jinja-mae (下鴨神社前, lignes 1, 4, 205), au carrefour avec Kuramaguchi, Ipponmatsu (一本松, lignes 1, 4, 205), au carrefour avec Matsugasaki, Lycée Rakuhoku (洛北高校前, lignes 1, 4, 204, 205, 206, Nord8), au carrefour avec Kitaōji, Kitazono-chō (北園町, ligne 4), au carrefour de Shimogamohon et Hokusen, et Nonogami-chō (野々神町, lignes 4, Nord8), au carrefour avec Kitayama.

## Odonymie
Le nom de la rue signifie « source (本) de Shimogamo (下鴨) », en référence à sa position en tant que source du secteur éponyme, lui-même venant du sanctuaire shinto Shimogamo-jinja. Ce nom était anciennement utilisé Shimogamonaka-dōri,.

## Histoire
Shimogamohon-dōri est une rue récente de Kyoto, ayant seulement apparu au XXe siècle. Jusqu'à l'ère Meiji (1868-1912), le secteur était principalement agricole et peu d'habitations y étaient situées, les terres appartenant au sanctuaire shinto Shimogamo-jinja (下鴨神社). La voie principale de Shimogamo (ja) (下鴨村), alors un village indépendant dans le district d'Otagi (ja), était « Hon-dōri » (本通), qui faisait partie de la route de Kurama (ja) (鞍馬街道, Kurama-kaidō) et correspond à l'actuelle Shimogamonaka-dōri. Il existait cependant une petite route de terre menant à l'étang de Midoro (ja) (深泥池) ; cette petite route s'appelait la route de Midoro (深泥道) et mesurait environ 2,7 mètres de large. En 1919, la ville de Kyoto propose un plan pour élargir la rue à 21 mètres de large, auquel plusieurs locaux s'étaient opposés. En 1922, le projet a finalement reçu le feu vert, malgré les protestations des habitants de Shimogamo. Le projet est finalement mis en halte dû à des difficultés financières et il est décidé en 1926 de prioriser la construction de routes de ceinture comme Kitaōji-dōri, Nishiōji-dōri (ja) et Kujō-dōri (ja).
Un comité pour le réaménagement territorial est plus tard créé pour faciliter les négotiations d'expropriations territoriales avec la ville, qui sont finalement conclues en 1932. Entre temps, une première phase de construction a permis d'inaugurer la section de Shimogamohon-dōri au nord de la rue du canal du lac Biwa (Shirakawasosui-dōri) en 1930. Vers 1935, la rue avait été complétée jusqu'aux environs de Kitaōji-dōri. Ce n'est finalement qu'en 1942 que l'entièreté de la rue est complétée. Durant la Seconde Guerre mondiale, puis l'après-guerre, la nouvelle rue est utilisée comme potager par les habitants,. L'aménagement de la rue est entamée en 1948 et est conclue en février 1960, date de l'inauguration du pont Aoi permettant de franchir le Kamo,. De 1956 à 1977, la ligne Shimogamo du premier tramway de Kyoto (de) circulait sur la rue à partir de Kitaōji-dōri vers le sud,. À l'inauguration de Shimogamohon-dōri, Shimogamonaka-dōri n'est plus restée la rue principale de Shimogamo, et la section sud de Shimogamonaka-dōri, entre Mikage-dōri et Kawaramachi-dōri, a été rattachée à Shimogamohon-dōri.

## Patrimoine et lieux d'intérêt

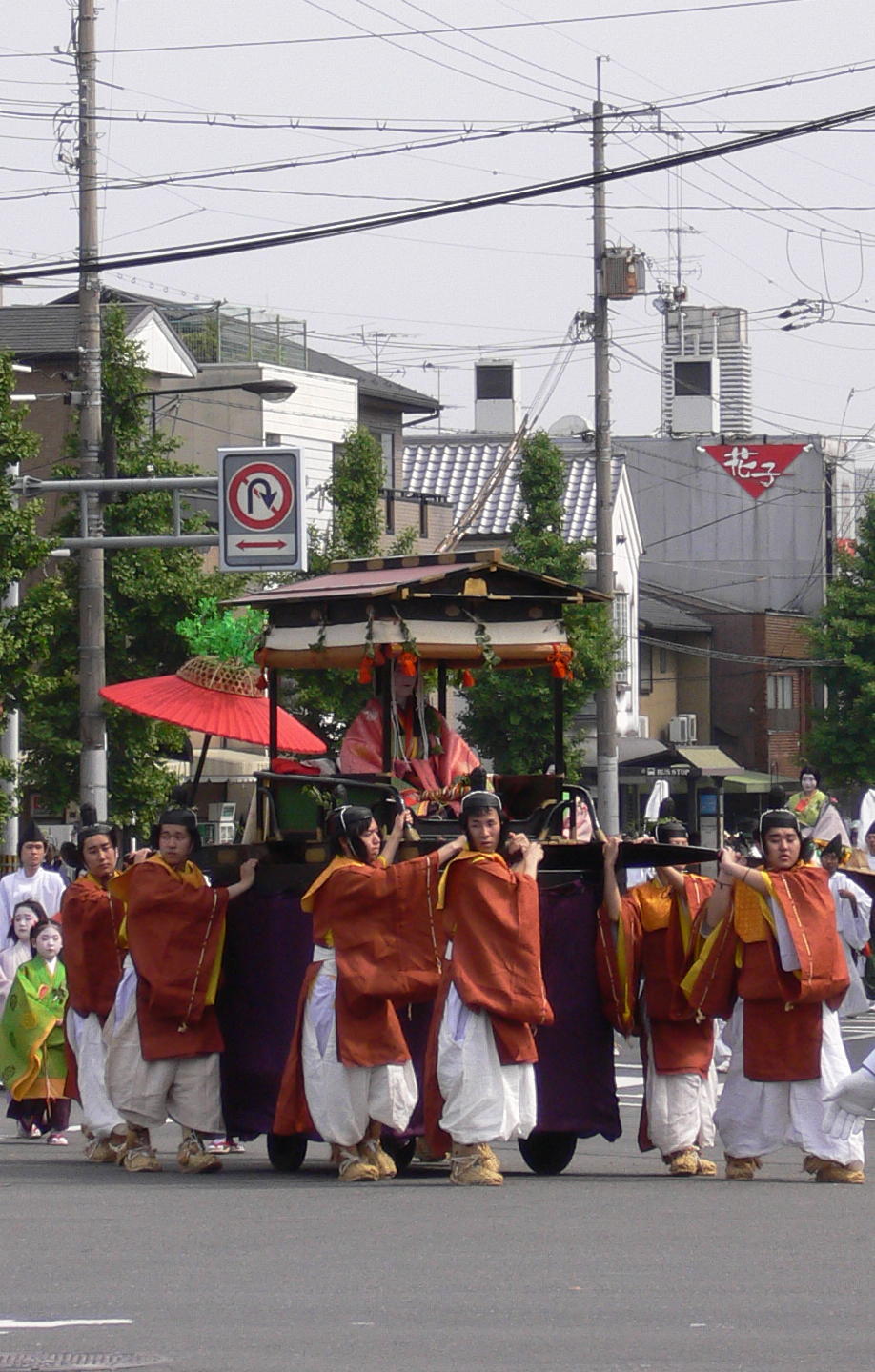
Procession du festival Aoi matsuri sur Shimogamohon-dōri en 2006.

Chaque année, entre le début de la rue et Kitaōji-dōri, la procession du festival Aoi matsuri (葵祭り), qui relie le sanctuaire Shimogamo-jinja au sanctuaire Kamigamo-jinja, passe sur la rue.
Au nord de la rue, dans les montagnes de l'Ouest (西山), se trouve le kofun de Nishiyama (西山古墳). Plus au sud, l'église du Christ de Sakyō (左京キリスト教会) est situé sur la rue, du côté est. Le nord de la rue est un secteur principalement résidentiel, où des résidences plus chères sont situées. Un peu à l'est de l'extrémité nord de la rue se trouve le parc Chanokihara (茶の木原公園) et sa stèle en pierre, créé en 1941. Au carrefour avec Kitayama, y est située l'université Notre Dame de Kyoto (en) (京都ノートルダム女子大学) et ses écoles primaires et secondaires affiliées.
Au nord de Kitaōji, du côté est, se trouve le lycée Rakuhoku (ja) (京都府立洛北高等学校・附属中学校). À l'intersection avec Kitaōji, du côté nord-est, se trouve l'Académie Kyoto Computer (京都コンピューター学院), premier centre d'enseignement de l'informatique du Japon, créé en 1963. Au carrefour avec Matsugasaki-dōri, coin sud-est, se trouve le temple Hōsen-ji (法泉寺), suffrageant du Higashi Hongan-ji et construit durant l'ère Genroku (1688-1704) pour commémorer l'ancien temple Zenpō-in (善法院) et déplacé à son emplacement actuel en 1945 pour permettre l'élargissement de Horikawa-dōri (ja). Dans le coin nord-est se trouve le bain public Eisei-yu (栄盛湯). Au sud de Matsugasaki-dōri, du côté est, est situé non loin de Shimogamohon-dōri l'église Kamo (賀茂教会) de l'église unie du Christ du Japon, ainsi que la garderie MacLynn adjacente à l'église, et fondée par un missionnaire américain. Au carrefour avec Kuramaguchi-dōri, se trouve du côté ouest le complexe du Shimogamo-jinja (下鴨神社), important sanctuaire shinto qui forme avec le Kamigamo-jinja les sanctuaires Kamo. De l'autre côté de la rue, on trouve la confiserie Kamo Mitarashi Chaya (加茂みたらし茶屋), à l'origine de la gourmandise Mitarashi-dango. Sur le terrain de la confiserie, on peut voir un autel dédié à Kishibo Zenjin (鬼子母善神). Le Comissariat de Shimogamo (ja) (下鴨警察署) était auparavant situé à l'angle de Mikage et Shimogamohon.
Au carrefour avec Shimogamonishi, du côté est, se trouve le tribunal de la famille de Kyoto (ja) (京都家庭裁判所). Tout près se trouve la résidence Ichō (鴨脚), dernière résidence de prêtre du sanctuaire Shimogamo encore existante. De l'autre côté se trouve le siège de Kyoto de l'Association des Coréens au Japon. À l'extrême sud de la rue, on retrouve le pont Aoi (葵橋), inauguré en 1960 et qui permet de franchir le fleuve Kamo.

Quelques lieux d'intérêts
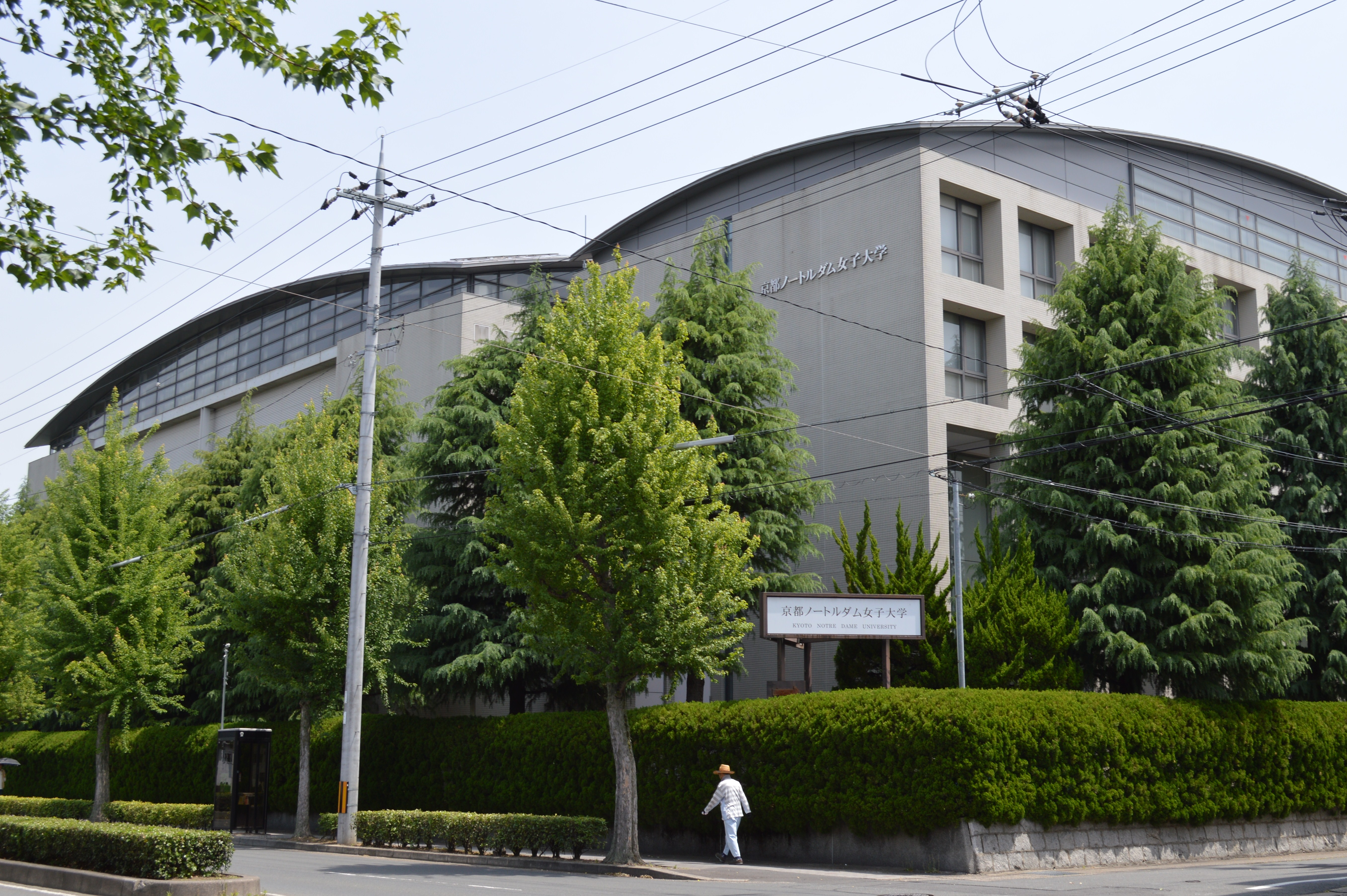
Université Notre Dame de Kyoto
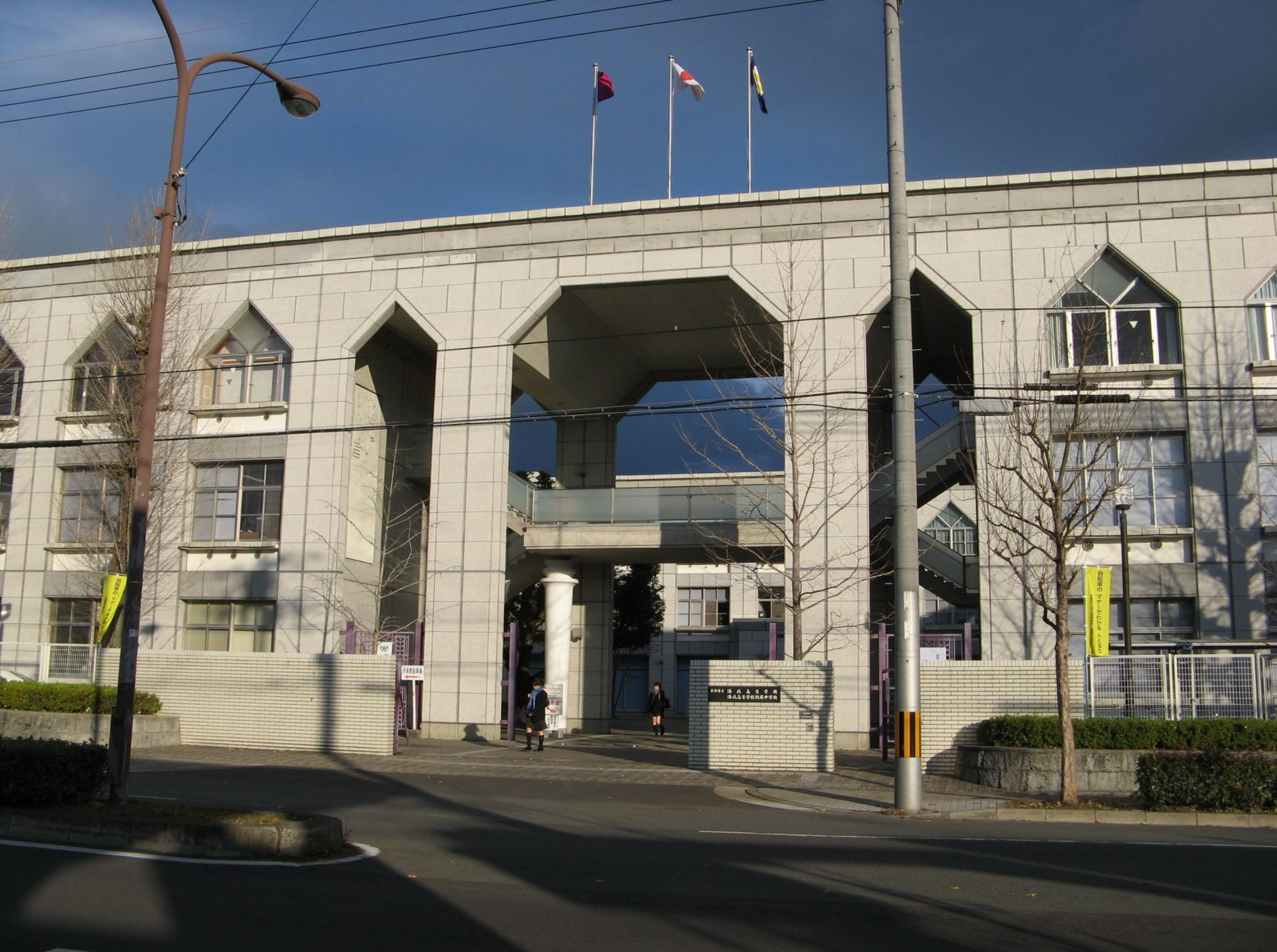
Lycée Rakuhoku
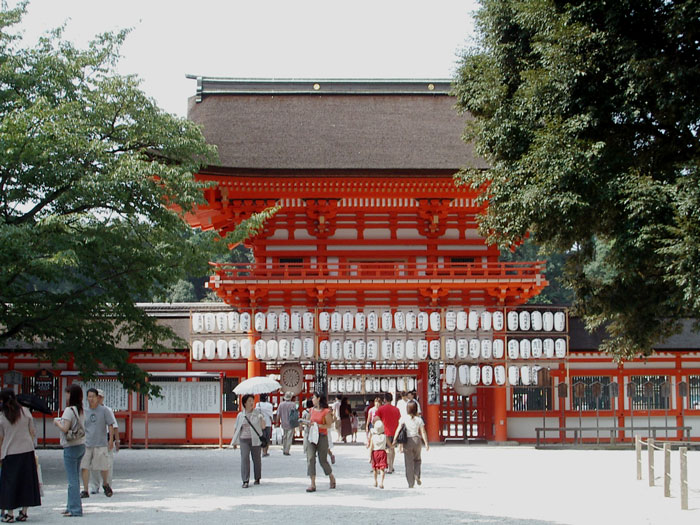
Sanctuaire Shimogamo